# Marc-René de Voyer de Paulmy d’Argenson (1722–1787)
Marc-René de Voyer de Paulmy d’Argenson (ur. 22 listopada 1722 w Paryżu, zm. 18 września 1787 w Les Ormes) – francuski arystokrata, syn Marc-Pierre’a de Voyera, hrabiego d’Argensona i Anne Larcher.
W 1750 został mistrzem stajni królewskich, w roku 1754 wielkim mistrzem artylerii. Był ambasadorem Francji w Szwajcarii (1748-1751), sekretarzem wojny, ambasadorem w Polsce (1759-1765) i Wenecji (1767-1768), następnie ministrem stanu w stanie spoczynku. Gubernator Vincennes, a potem Poitou.
14 kwietnia 1745 ożenił się z Joséphine Marie Constance de Mailly (1734–1783), ich synem był Marc-René de Voyer de Paulmy d’Argenson (1771–1842).